# Ptilonomia micheneri
Ptilonomia micheneri là một loài Hymenoptera trong họ Halictidae. Loài này được Hirashima mô tả khoa học năm 1966.